# John Dickinson
John Dickinson (ur. 8 listopada 1732, zm. 14 lutego 1808) – amerykański polityk, sygnatariusz Konstytucji Stanów Zjednoczonych.

## Życiorys
John Dickinson, urodził się majątku ojca Crosiadore, w  pobliżu Trappe (Hrabstwo Talbot), w prowincji Maryland; wraz z rodzicami w 1740 r. przeniósł się do Dover, w stanie Delaware, gdzie uczył się pod kierunkiem prywatnego nauczyciela; prawo studiował w Filadelfii, w Middle Temple w Londynie; w 1757 r. został przyjęty do palestry  i rozpoczął praktykę w Filadelfii; delegat ze stanu Pensylwania do Kongresu Kontynentalnego w latach 1774/76 oraz delegat ze stanu Delaware w 1779 r., generał brygady milicji stanu Pensylwania; prezydent stanu Delaware w 1781 r.; powrócił do Filadelfii i pełnił funkcję prezydenta stanu Pensylwania w latach 1782/85; wrócił do Delaware; zmarł w Wilmington (Hrabstwo New Castle), w stanie Delaware.